# Réminiac
Réminiac (auf Gallo: Reminyac, bretonisch Ruvenieg) ist eine französische Gemeinde mit 431 Einwohnern (Stand 1. Januar 2022) im Département Morbihan in der Region Bretagne. Réminiac gehört zum Gebiet der Bretagne, in dem Gallo gesprochen wurde.

## Geographie
Réminiac liegt rund 15 Kilometer südöstlich von Ploërmel im Osten des Départements Morbihan. An der östlichen Gemeindegrenze verläuft der Fluss Rahun.
Nachbargemeinden sind Augan im Norden, Monteneuf im Osten, Tréal im Süden, Ruffiac im Südwesten sowie Caro im Westen.

## Bevölkerungsentwicklung
| Jahr                       | 1962 | 1968 | 1975 | 1982 | 1990 | 1999 | 2012 | 2019 |
| Einwohner                  | 487  | 481  | 423  | 391  | 365  | 353  | 365  | 411  |
| Quellen: Cassini und INSEE |      |      |      |      |      |      |      |      |

## Sehenswürdigkeiten

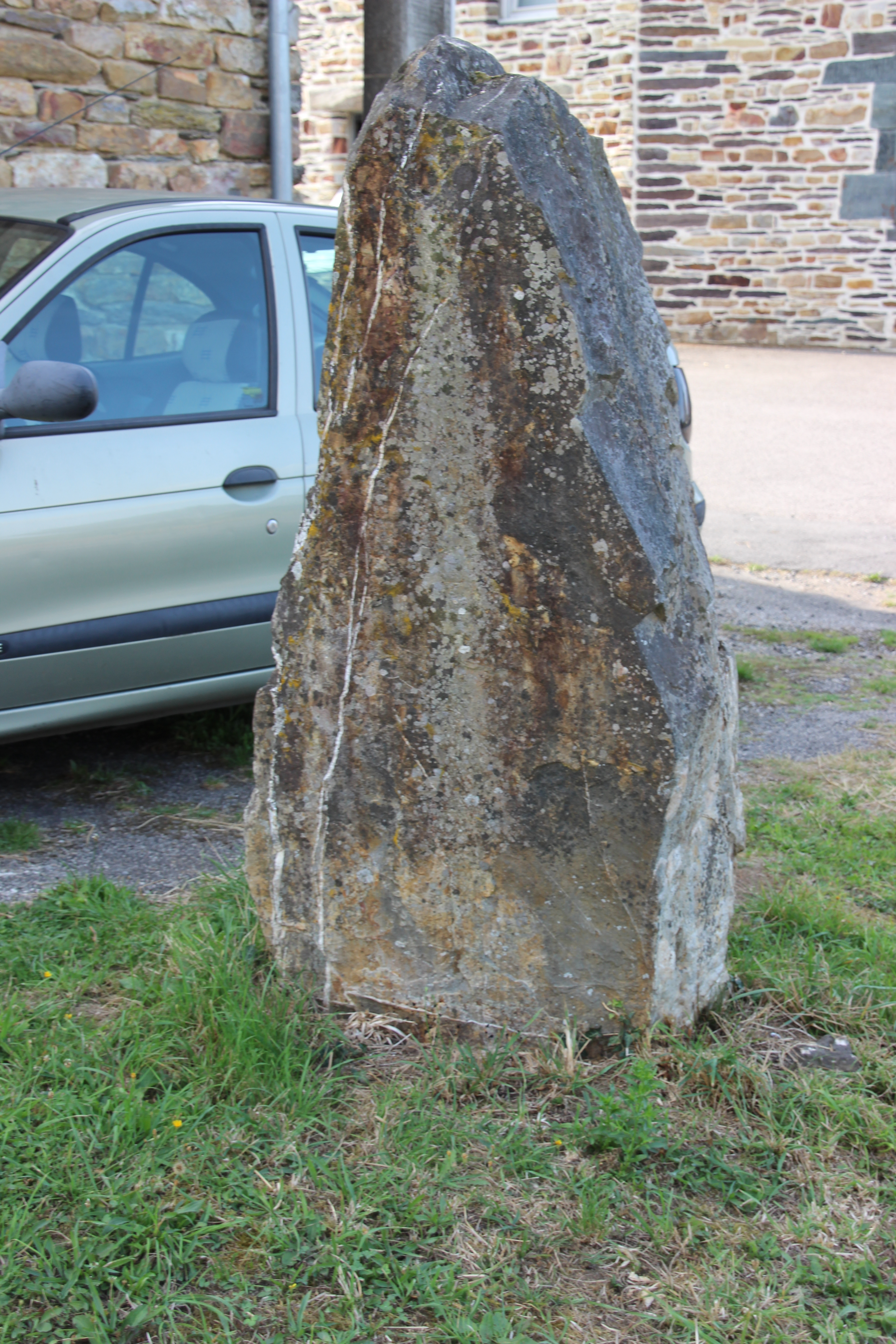
Menhir de Trobert

- Herrenhaus in La Fresnaye aus dem 15.–19. Jahrhundert
- Kirche Saint-Remi aus dem 16. Jahrhundert (teilweise 19. Jahrhundert)
- Kreuz auf dem Friedhof aus dem 17. Jahrhundert
- Windmühlen in La Lande und Les Gréhandais
- Wassermühle in Gardeux

Quelle: